# Акустическая фонетика
Акусти́ческая фоне́тика — самостоятельная научная дисциплина, возникшая на стыке лингвистики, физики и биоакустики, изучающая физические свойства речевого сигнала.
В рамках данной дисциплины исследуются акустические характеристики звуковых средств языка, а также связь между артикуляцией и её аэродинамическими и акустическими свойствами. Акустический раздел фонетики имеет особое значение для приложений, в которых разрабатываются технические средства анализа речевого сигнала, и для речевых технологий. Акустическая фонетика опирается на ряд базовых физических понятий, относящихся к учению о колебаниях.
Благодаря знанию общих законов, управляющих колебаниями, акустическая фонетика оформилась в самостоятельную научную дисциплину (середина 1940-х годов), представляющую собой одну из самых разработанных разделов фонетической науки. Центральной областью исследований данной дисциплины является акустическая теория речеобразования, изучающая связь между органической фазой артикуляции и акустическим результатом артикуляционных процессов.